# Accord de Bougival
 (12 juillet 2025).
Le projet d'accord de Bougival est un accord de principe et de projet politique signé le 12 juillet 2025 à Bougival, dans les Yvelines (France), entre les représentants des différents partis politiques de Nouvelle-Calédonie — indépendantistes et non indépendantistes — et l'État français. Ce projet d’accord baptisé « Pari de la confiance » vise à poser les bases du futur statut institutionnel de la Nouvelle-Calédonie. Il s'inscrit dans la continuité de l'accord de Nouméa (1998) et cherche à offrir un cadre durable pour organiser la vie politique, économique et sociale du territoire, en tenant compte des aspirations de toutes ses communautés.
S'étendant sur 13 pages, le texte aborde les grands principes de l'organisation du territoire et prévoit une consultation populaire en février 2026, afin que les habitants de Nouvelle-Calédonie inscrits sur une liste électorale spéciale restreignant le suffrage universel puissent valider ou non les propositions. Les élections provinciales, initialement prévues en novembre 2025, pourraient être reportées à mai-juin 2026.
Le 13 août 2025, le bureau politique du FLNKS annonce « rejeter formellement » le projet d'accord de Bougival.

## Points d'accord
Le préambule de l'accord le décrit comme « une solution politique fondée sur une organisation institutionnelle pérenne ». Le document fait 13 pages et définit les grands principes de l'organisation politique, sociale et économique de la Nouvelle-Calédonie. Il impliquera une révision de la Constitution française puis devra être validé par la partie éligible des habitants de Nouvelle-Calédonie lors d'une consultation prévue en février 2026. Les élections provinciales prévues en novembre 2025 pourraient par suite être reportées à mai-juin 2026.
Les grands points du projet d'accord sont :
- au cours de la mandature débutant en 2026, après les élections provinciales, la Nouvelle-Calédonie devra adopter la "Loi fondamentale de la Nouvelle-Calédonie", consacrant sa capacité d'auto-organisation. Elle pourra « modifier les signes identitaires du pays (nom, drapeau, hymne, devise…) », « accueillir une charte des valeurs calédoniennes inspirée de l'ensemble des valeurs qui animent les Calédoniens d'aujourd'hui (valeurs républicaines, valeurs kanak, valeurs océaniennes..) » et « accueillir les propositions issues des réflexions portées par la société civile (monde économique, social, associatif, religieux et philosophique) ». Le Sénat coutumier et le Conseil économique, social et environnemental de la Nouvelle-Calédonie (CESE-NC) contribueront à l'élaboration de cette charte. Elle pourra également inclure un code de la citoyenneté et décider de modifier le nom du Congrès de la Nouvelle-Calédonie. « Elle permettra également de clarifier le rôle des communes, des conseils d'aire, ainsi que celui du Sénat coutumier et du Conseil économique, social et environnemental ». D'autre part, elle sera adoptée et révisable à une majorité qualifiée des trois cinquièmes du Congrès de la Nouvelle-Calédonie ;
- concernant le corps électoral, l'accord distingue les élections provinciales de 2026 et les suivantes :
  - pour les élections de 2026, les électeurs devront remplir l'un des critères suivants : avoir été inscrit sur la liste électorale spéciale pour la consultation (LESC) ou la liste électorale spéciale à l'élection du Congrès et des assemblées de provinciales (LESP) dans leur dernier état en vigueur ; être né en Nouvelle-Calédonie ou y résider depuis au moins quinze années de manière continue et être inscrit sur la liste électorale générale (LEG) à la date de l'élection ;
  - pour les élections suivantes, seront admises à participer au scrutin les personnes de nationalité calédonienne (nouvellement créée) ;
  - pour le référendum sur l'accord, pourront participer les personnes inscrites sur la liste électorale spéciale pour la consultation (LESC), c'est-à-dire ceux qui ont pu voter lors du dernier référendum, ainsi que tous les nouveaux électeurs remplissant les critères préalablement mentionnés ;
- une nationalité calédonienne est créée, laquelle se superpose à la nationalité française. La nationalité calédonienne sera acquise par les personnes de nationalité française remplissant l'une des conditions suivantes : avoir été admis à participer à l'élection des assemblées de province et du Congrès de la Nouvelle-Calédonie de 2026 ; être enfant d'un parent remplissant les conditions d'acquisition de nationalité calédonienne ; être né en Nouvelle-Calédonie de parents ne remplissant pas les conditions d'acquisition de la nationalité calédonienne et y résider à la date de la demande d'acquisition de la nationalité ; résider en Nouvelle-Calédonie depuis au moins dix années à la date de la demande d'acquisition de la nationalité ; être uni depuis au moins cinq années par le mariage ou un pacte civil de solidarité à une personne ayant la nationalité calédonienne et résider en Nouvelle-Calédonie depuis au moins cinq années à la date de la demande d'acquisition de la nationalité. La renonciation à la nationalité française entraînera la renonciation à la nationalité calédonienne ;
- à compter de l'élection prévue en 2026, les assemblées de province seront composées, respectivement pour les îles Loyauté, le Nord et le Sud, de cinq, quatorze, et trente-sept membres, également membres du Congrès, ainsi que de neuf, huit et trois membres supplémentaires, non-membres du Congrès, ainsi :
  - le Congrès de la Nouvelle-Calédonie passe de 54 à 56 membres, avec une proportion accrue d'élus de la province Sud en son sein (près des deux tiers, soit 37 conseillers sur 56, contre 59,26 % précédemment). Il pourra adopter une résolution à la majorité qualifiée de 36 membres proposant que soient modifiées les modalités de son élection. Dès lors, la loi organique spéciale pourra modifier le mode de scrutin pour l'élection des membres du Congrès de la Nouvelle-Calédonie et arrêter le nombre de circonscriptions dans lesquelles elle se tient. Elle pourra, par voie de conséquence, modifier le nombre de membres des assemblées de province ;
  - le Congrès de la Nouvelle-Calédonie pourra adopter une résolution à la majorité qualifiée de 36 membres, demandant que soient transférées à la Nouvelle-Calédonie des compétences de nature régalienne dans l'un des champs suivants : défense, monnaie, sécurité et ordre public, justice et contrôle de légalité. En cas d'adoption d'une telle résolution, un comité de travail sera mis en place entre l'État et une délégation spéciale du Congrès de la Nouvelle-Calédonie afin d'étudier les modalités et les implications financières, juridiques et techniques de ce transfert. Un projet conjoint de l'État et du Congrès de la Nouvelle-Calédonie pourra être soumis à l'approbation des Calédoniens par voie de consultation. Ainsi, aucun transfert de compétence de nature régalienne ne pourra s'opérer sans l'approbation des Calédoniens. Seront admis à participer à cette consultation l'ensemble des électeurs de nationalité calédonienne ;
- la compétence en matière de relations internationales est transférée à la Nouvelle-Calédonie dans le champ des compétences propres des institutions calédoniennes, et dans le respect des engagements internationaux et des intérêts fondamentaux de la France, en particulier ceux relevant des domaines de la sécurité, de la défense et des intérêts vitaux de la Nation. De son côté, l'État s'engage à prendre en compte les intérêts de la Nouvelle-Calédonie dans ses relations diplomatiques, en particulier en matière de commerce extérieur. Il s'engage également à soutenir une plus grande représentation de la Nouvelle-Calédonie dans les organisations internationales ainsi que son insertion internationale ;
- concernant les communes, le Congrès pourra demander, comme inscrit dans l'article 27 de la loi organique de 1999, que les règles relatives à l'administration des provinces, des communes et de leurs établissements publics, contrôle de légalité des provinces, des communes et de leurs établissements publics, régime comptable et financier des collectivités publiques et de leurs établissements publics, lui soient transférées. Ainsi, en plus d'être des collectivités territoriales, les communes seront également des institutions de la Nouvelle-Calédonie ;
- un Pacte de refondation économique et financière sera conclu entre l'État et la Nouvelle-Calédonie, pour fixer des ambitions partagées et prendre des engagements réciproques permettant le rétablissement durable des équilibres et de l'attractivité du territoire. Pour cela, l'accord prévoit : l'indispensable assainissement des finances publiques locales et le redressement des comptes sociaux, qui pourra passer par la réduction des dépenses publiques, la rationalisation de l'administration et la réforme de la fiscalité ; un retour à la soutenabilité de la dette publique calédonienne. Elle pourra comprendre notamment un allègement progressif de la dette garantie par l'État, en fonction de l'atteinte d'objectifs, ainsi qu'une conversion en subventions, selon le modèle des "contrats de désendettement et de développement", qui permettront de financer des projets prioritaires définis en commun ; la relance et la diversification économique ciblée sur les objectifs stratégiques ;
- un plan stratégique pour la filière nickel sera élaboré. Le schéma de mise en valeur des richesses minières et le code minier seront revisités, en tenant compte des principes suivants : la relance d'une activité de transformation du nickel en province Nord dans l'objectif d'équilibre du territoire et dans le cadre d'un projet industriel fondé sur la capacité technique et le financement de ses actionnaires ; la sécurisation de l'accès à la ressource et le renforcement de l'acceptabilité de l'exploitation minière pour les populations ; la facilitation de l'export de minerai dans le cadre d'une doctrine renouvelée. Le minerai de nickel calédonien restera prioritairement transformé dans les usines présentes sur le territoire ou dans l'usine calédonienne offshore, dans le respect de leurs équilibres économiques. Si sa composition chimique, sa teneur, la capacité de production des usines ou leur équilibre économique ne le permettent pas, il sera exporté ; l'accompagnement technique et financier de l'État et la transformation du système énergétique nécessaire à la filière nickel, avec l'objectif d'assurer une meilleure autonomie énergétique, de garantir la continuité de l'approvisionnement, de contribuer à la baisse des coûts de production et de diminuer l'intensité carbone de l'énergie ; l'engagement de l'État, en particulier auprès de l'Union européenne pour intégrer l'approvisionnement en nickel calédonien dans le cadre de la stratégie de souveraineté en matières premières critiques, permettant ainsi une diversification des débouchés pour la filière calédonienne ;
- l'accord prévoit la mise en œuvre de politiques ambitieuses en particulier en matière de santé, d'éducation et de formation, d'économie et de lutte contre la vie chère, de transport, de logement notamment social, de préservation de l'environnement, de culture et de vie associative, de lutte contre les addictions à l'alcool et aux drogues. Ces politiques auront pour priorité absolue la jeunesse. Elles viseront à garantir à chaque jeune un accès effectif à l'éducation, à la formation, à l'emploi, à la culture et à encourager l'engagement civique.

L'accord doit être conclu et l'articulation juridique entre les dispositions actuellement en vigueur et celles de l'accord doivent être finalisées en juillet 2025. La loi organique reportant les élections provinciales à juin 2026 et le projet de loi constitutionnelle modifiant le titre XIII de la Constitution doivent être adoptés à l'automne 2025. Le référendum d'approbation de l'accord doit avoir lieu en février 2026, puis la loi organique spéciale doit être adoptée en mars-avril. Les élections municipales sont prévues pour mars puis les élections provinciales en mai-juin.

## Signataires

### Représentants de mouvements politiques indépendantistes
- Emmanuel Tjibaou, président de l'Union calédonienne (UC), député de la 2e cironscription de Nouvelle-Calédonie à l'Assemblée nationale française
- Jean-Pierre Djaïwé, président du groupe Union nationale pour l'indépendance (UNI) au Congrès de la Nouvelle-Calédonie et membre du Parti de libération kanak (Palika)
- Roch Wamytan, membre du Front de libération nationale kanak et socialiste (FLNKS) et de l'UC, ex-président du Congrès de la Nouvelle-Calédonie
- Mickaël Forrest, membre du FLNKS et de l'UC, membre du gouvernement de la Nouvelle-Calédonie chargé de la Jeunesse et du Sport
- Victor Tutugoro, président de l'Union progressiste en Mélanésie (UPM) et porte-parole du groupe UNI au Congrès de la Nouvelle-Calédonie
- Omayra Naisseline, membre du FLNKS et de Libération kanak socialiste (LKS) - Dynamik autochtone
- Aloisio Sako, président du Rassemblement démocratique océanien
- Adolphe Digoué, membre de l'UNI-Palika, membre du gouvernement chargé de l'Agriculture, de l'Élevage et de la Pêche

### Représentants de mouvements politiques néo-calédoniens non-alignés
- Milakulo Tukumuli, président-fondateur de L'Éveil océanien, 3e vice-président de l'Assemblée de la province Sud

### Représentants de mouvements politiques néo-calédoniens non-indépendantistes
- Sonia Backès, présidente des Républicains calédoniens, présidente de l'Assemblée de la province Sud
- Virginie Ruffenach, présidente du groupe Rassemblement au Congrès de la Nouvelle-Calédonie, vice-présidente du Congrès de la Nouvelle-Calédonie
- Philippe Gomès, président de Calédonie ensemble
- Nicolas Metzdorf, président de Générations NC, député de la 1re cironscription de Nouvelle-Calédonie à l'Assemblée nationale française
- Gil Brial, président du Mouvement populaire calédonien (MPC), 2e vice-président de l'Assemblée de la province Sud
- Brieuc Frogier, conseiller du groupe Les Loyalistes au Congrès de la Nouvelle-Calédonie
- Philippe Dunoyer, membre de Calédonie ensemble, ex-député de la 1re cironscription de Nouvelle-Calédonie
- Alcide Ponga, président du Rassemblement, président du gouvernement de la Nouvelle-Calédonie
- Pascal Vittori, président de Tous Calédoniens, président de l'Association française des maires de Nouvelle-Calédonie

### Représentant de la République française
- Manuel Valls, ministre d'État et ministre des Outre-mer, ancien Premier ministre

## Réactions et suite à l'accord
Ce projet d’accord est qualifié d'« historique » par Emmanuel Macron et suscite un certain enthousiasme de nombreux médias nationaux et locaux de Nouvelle-Calédonie. Parmi ceux favorables aux indépendantistes, L'Humanité parle ainsi d'un « jalon historique », d'« une avancée majeure en termes de décolonisation » et d'un « fragile compromis ». Dominique Albertini, journaliste à Libération, dans un billet publié dans la version en ligne de ce quotidien, dit le jour même que « le courage politique, c'est ça », que l'accord « illustre un refus de la politique du pire qui fait honneur à ses acteurs » et « devrait en inspirer d'autres ». La brève d'information des stations de Radio France le présente comme « un projet d'accord historique ».
De même, beaucoup de commentateurs de la vie politique, juridique et institutionnel de l'archipel voient l'accord d'une manière positive bien qu'à préciser. Jean-François Merle, ancien conseiller de Michel Rocard lors de la signature des accords de Matignon-Oudinot, rédige pour sa part une tribune pour Le Monde qui affirme que, s'il doit encore être précisé notamment sur le plan juridique et concernant les politiques publiques et sociales, « L’accord de Bougival est le retour à la logique du “pari sur l’intelligence” qu’avait souhaité Jean-Marie Tjibaou ». Pour la constitutionnaliste Carine David, professeure de droit public à l’université d'Aix-Marseille et spécialiste du droit des Outre-mer françaises ainsi que des États associés, « il y a une amorce d'accord, si ce n'est pas parfait, laissons le temps de négocier pour arriver peu à peu à un accord pérenne ». De son côté, Ferdinand Mélin-Soucramanien, autre constitutionnaliste et professeur de droit public à l'université de Bordeaux, affirme que l'accord « emprunte la seule voie raisonnable possible. Il est certain qu’il se situe sur une ligne de crête, mais je n’en vois pas d’autre. En quelque sorte, il est « condamné » à réussir. ». Et sa collègue de l'université de la Nouvelle-Calédonie, Léa Havard, estime que « la qualité suis generis » (sic) de la collectivité néo-calédonienne « est encore accentuée » qui disposera d'« une autonomie totale a priori » par le biais de sa future loi fondamentale. Toutefois, certains analystes dénoncent l'« ambiguïté » du document, que ce soit Éric Descheemaeker, professeur de droit à l'université de Melbourne et généralement proche des non-indépendantistes, ou Isabelle Merle, historienne plutôt favorable aux nationalistes kanak.
Concernant les partis et personnalités politiques, ce texte est applaudi par le gouvernement, Renaissance, le Parti socialiste et Les Républicains, mais avec des réactions plus mesurées de la part de La France insoumise voire très critiques du Rassemblement national. Localement, l'accord suscite des réactions très contrastées sur les réseaux sociaux, avec des débats parfois virulents sur les réseaux sociaux, des militants ou sympathisants des deux camps (indépendantistes et loyalistes) parlant de « trahisons » de leurs propres signataires et leur reprochant d'avoir trop concédé au camp adverse, quand d'autres félicitent au contraire le compromis trouvé et enfin les derniers appellent à la patience en attendant d'obtenir des explications de leurs représentants.
La plupart des partis politiques entérinent la signature de leurs représentants puis militent pour conserver le texte tel qu'il est au nom de son « équilibre fragile » même s'il contient un caractère évolutif et organisent des réunions publiques ou médiatiques pour l'expliquer à la population, chacun de son côté ou ensemble, que ce soit des non-indépendantistes (Les Loyalistes composés des Républicains calédoniens, du Mouvement populaire calédonien et de Générations NC, Le Rassemblement, Calédonie ensemble), des indépendantistes (l'Union nationale pour l'indépendance composée du Parti de libération kanak et de l'Union progressiste en Mélanésie, mais aussi le Rassemblement démocratique océanien au sein du FLNKS) ou des centristes (L'Éveil océanien),.
En revanche, le 31 juillet 2025, la direction de l'Union calédonienne, principale composante du FLNKS depuis le départ l'année précédente du Palika et de l'UPM pour protester contre l'arrivée de Christian Tein à la présidence du Front, déclare rejeter l'accord, malgré la signature de sa délégation le 12 juillet. L'UC, comme la Dynamik autochtone d'Omayra Naisseline, pourtant elle-aussi signataire, rejoignent alors la ligne radicale déjà défendue par la Cellule de coordination des actions de terrain (CCAT) de Christian Tein, accusée par l'État, les non-indépendantistes et les indépendantistes de l'UNI d'être à l'origine des émeutes de 2024, mais aussi de l'Union syndicale des travailleurs kanaks et des exploités (USTKE) et de son bras politique le Parti travailliste, qui pour leur part veulent avoir un « accord de Kanaky » d'accès immédiat à la pleine souveraineté et ont toujours critiqués les accords politiques et institutionnels passés (à savoir ceux de Matignon et de Nouméa).
Le 13 août 2025, le FLNKS rejette officiellement le projet d’accord. Selon Dominique Fochi, secrétaire général de l’UC et membre du bureau politique du FLNKS, ce rejet s’explique par « l’incompatibilité du texte avec les fondements et les acquis de leur lutte ».